# Списак српских владара
Списак српских владара је архонтолошки списак српских монарха, који садржи монархе средњовековних кнежевина, као и монархе Србије у 20. веку. Српска монархија датира још из раног средњег века. Коришћене српске краљевске титуле су књаз (кнез), велики жупан (велики кнез), деспот, краљ и цар.

## Списак српских владара пре досељења на Балкан
- Дерван, српски кнез у Полабљу (631/632 — 636)[1][2]
- Непознати кнез, вероватно брат кнеза Дервана, (од око 630 — 634. до око 651 — 655)[3] и савременик цара Ираклија (610—641)

## Списак владара

### Династија Властимировић (~626 – ~955)
Династија Властимировића била је прва краљевска династија српског народа. Династија је успостављена са Непознатим Архонтом, који је владао за време цара Ираклија (610–641). Добила је име по кнезу Властимиру (који је владао око 831–851), ког је признало Византијско царство. Династија Властимировића владала је Србијом до 940-их/960-их година, када су неке од српских земаља припојене Византијском царству.
Један од темељних извора за рану српску историју је дело византијског цара Константина VII Порфирогенита  (913–959), De Administrando Imperio. У осам поглавља описано је насељавање Срба и њихова рана историја све до владавине аутора. У 32. поглављу, са потпоглављем О Србима и земљама које тренутно насељавају, даје се кратка белешка о пореклу Срба, њиховом завичају и наставља се историјатом припадника најстарије владарске породице Срба. Византијски цар помиње да српски престо наслеђује син, односно прворођенац, иако је у његовом набрајању српских монарха једном приликом био тријумвират.
Срби су до 10. века успоставили неколико држава: Србију или Загорје (залеђе) које су чиниле Србија (позната као "Рашка" у историографији високог средњег века) и Босна; и Поморје (поморско) које су чиниле Доклеја, Захумље, Паганија, Травунија (укључујући Конављане). Српског владара Византинци су титулирали као књаза (кнеза) или архонта.
Историја династије почиње од Властимира. Кнежеву власт признавали су жупани, који су управљали жупама. Углед кнеза Властимира порастао је након трогодишњег рата са Бугарском и Симеоном I. Симеонова војска је опустошила и затим покорила српску кнежевину. Пред налетом бугарске војске, становништво тадашње Србије прешло је у околне земље. Смрт бугарског цара је искористио Часлав, када је из Бугарске, где је био заточен, успео да побегне у Србију. У опустошеној Србији је обновио власт и окупио разбежало становништво. У његово време, српска држава се знатно проширила. Око 950. године, Часлав је погинуо у борби против Мађара и српска држава је кренула да слаби.
Ово доба је обележено христијанизацијом Срба, бројним унутрашњим и спољним ратовима (Бугари, Мађари) и борбом за власт између Првог бугарског царства и Византијског царства у коме се Србија нашла у средини. Историја ове династије завршава се анексијом Србије 969. године. 
| Слика | Владар         | Период           | Напомене |
| --- | -------------- | ---------------- | --- |
| | Непознати кнез | ~ 626– ~ 660     | Један од два сина неименованог „краља“ Беле Србије (претпоставља се да је Дерван), повео је „половину свог народа“ на Балкан и добио је земљу од византијског цара Ираклија (владао 610–641) по добијању његове заштите (највероватније пре 626.). Кажу да је умро много пре бугарске инвазије (681). |
| Прошле две–три генерације без икаквих информација.                                                                             |                |                  | |
| | Вишеслав       | око 750– око 780 | Потомак je непознатог кнеза, живео је у време франачког краља Пипинa Малог и Карла Великог. Управљао je „жупанијама“ (окрузима) Неретве, Таре, Пиве и Лима. Ујединио је нека словенска племена, формирајући прву српску кнежевину. |
| | Радослав       | 780–~810         | Вишеслављeв син, живео је у време франачког краља Карла Великог. |
| | Просигој       | ~810–822/~830    | Верује се да је Радослављев син. Владао је у време у коме „Краљевски франачки анали“ говоре о побуни Људевита Посавског против Франака (819–823), где се говори да су Срби држали велики део Далмације. У то време је био мир са Бугарском. |
| | Властимир      | 822/~830–853     | Син Просигојев. Оснивач династије Властимировића. Победио је Бугаре у трогодишњем рату против кана Пресијана. Властимир је имао три сина (Мутимира, Стројимира и Гојника) и једну кћер. Његова ћерка се удала за Крајину, који је добио феуд Травуније. |
| | Мутимир        | 853–891/892      | Најстарији Властимиров син. Мутимир је био врховни владар, а њему су била потчињена два млађа брата (Гојник и Стројимир). Успешно су одбили напад бугарског кнеза Владимира Расате ког је послао Владимиров отац кнез Борис I од Бугарске (владао 852–889) током бугарско-српског рата 853. Гојник и Стројимир су се касније побунили против Мутимира, који их је протерао код Бориса. У Бугарској 855–856, обезбеђујући краткотрајни мир између два народа. Византијски цар Василије I Македонски послао је мисионаре у Србију до 869. године. Рашска епархија је основана 871. године, као епископија Срба. |
| | Прибислав      | 891/92           | Био је најстарији Мутимиров син. Прибислав је владао кратко до 892. године када се вратио његов рођак Петар Гојниковић и победио га у борби. Прибислав је са своја два брата (Бран и Стефан) и сином Захаријем побегао у Хрватску. |
| | Петар          | 892–918          | Син Гојников, рођен око 870. Његово име (Петар) симболизује христијанизацију Срба. Вратио се из прогонства и свргнуо Прибислава 892. Касније је Брана ухватио 895. у покушају државног удара и ослепио га, а затим је 897. убио Клонимира, сина Стројимировог, у још једном покушају пуча. Петар је поново добио Босну и припојио Паганију. Био је у сукобу са Михаилом Вишевићем, владаром Захумља (917–935), који ће Симеона I упозорити на Бугарску на могући савез Србије и Византинаца. Петар је победио Павла, Брановог сина, којег је послао Симеон I Бугарски. Године 917. Симеонови генерали су преварили и ухватили Петра, пославши га у затвор у Првом бугарском царству, где је умро за годину дана. |
| | Павле          | 918–921          | Син Брана Мутимировића, рођен око 870–874. Послат је са војском у Србију 917. године, али га је Петар поразио. Након што је Петар свргнут, Павле је преузео престо. Побеђује Захарија, сина Прибислава, кога су Византинци послали 920. У почетку је био вазал Симеона I Бугарског, касније је прешао у Византијско царство. Захарије, кога су сада послали Бугари, побеђује га 921. године. |
| | Захарија       | 921–924/926      | У међувремену, Павле је прешао код Византинаца; Симеон је послао Захарија који је успео да победи Павла, а потом издао Симеона подржавајући Византинце. Захарије је победио бугарску војску 923. године, када је као трофеје у Цариград послао две главе и оружје бугарских генерала. 924. године много бројнију војску су послали Бугари, на челу са Чаславом Клонимировићем, Захаријевим братанцем. Часлав је добио битку и Захарије је побегао у Хрватску. Симеон је окупио све српске грофове и уместо да постави Часлава, ухапсио их је и послао као заробљенике у Бугарску, припојивши Србију. |
| Србија је припојена Првом бугарском царству (924/926–927)                                                                      |                |                  | |
| | Часлав         | 927–~955         | Клонимиров син. Поразио Захарија 924. године, након чега га је напао Симеон I Бугарски који је припојио српска племена. Вратио се и ослободио и ујединио српска племена. Његова држава обухватала је провинције Србије (Рашку и Босну), Дукљу, Захумље, Травунију (укључујући Конавле) и Паганију; простирала се од обале Јадранског мора до долине Мораве, и од реке Саве до Скадарског језера. Према Дукљанској хроници, победио је Мађаре, али су га касније ухватили и удавили. Његов зет Тихомир, који је држао Дринску жупанију, наследио га је на месту владара „Рашке“. Сматра се да се држава распала и припојила Византијцима и Бугарској.                                                             |
| Србију је припојила Византија (Капетанат Рас 971–976, Сирмијум тема 1018–1072). Српску кнежевину наследила је кнежевина Дукља. |                |                  | |

### Династија Вукановић(~955–1166)
| Слика | Владар    | Период                  | Напомене |
| ----- | --------- | ----------------------- | --- |
|       | Тихомир   | ~955–971                | Српски племић, који се помиње само код Дукљанина, који је био кнез од око 955. до 971. године. Према истом делу, био је син свештеника. Највероватније је наследио кнеза Часлава Властимировићa. На његов значај као наследника кнеза Часлава је указао српски историчар Тибор Живковић. Можда је био је Чаславов зет. После њега је држава освојена од стране Византије. |
|       | Људомир   | 971–~1010               | Наследник кнеза Тихомира. Мавро Орбин у свом делу „Краљевство Словена“ родослов Немањића је записао овако: „Стефан, свештеник је имао сина Љубомира, Љубомир је имао сина Уроша, Урош сина Десу који је био отац Стефана Немање.” Како Дукљанин тврди, отац кнеза Тихомира, његовог претходника, био је свештеник, што ће рећи, кад се Орбинове грешке исправе, родослов иде овако: свештеник Стефан — Тихомир — Љубомир — Људовид — Вукан — Завида — Стефан Немања. Био је вазал Византије. |
|       | Људовид   | 1036–~1075              | Наследник кнеза Љутомирa. Био је вазал Византије. |
|       | Вукан     | пре 1083, ~1075–1112/13 | После византијског похода на Дукљу 1089. године и грађанског рата који је уследио, Вукан је потврдио независност, владајући као велики кнез. Почео је да пљачка византијске територије 1090. године, заузео је Косово и поразио византијску војску 1091. Вукан је склопио мир са Алексијем I Комнином, након што је цар запретио већом војском. Међутим, Вукан је одмах прекршио уговор пошто су Византинци кренули на опасне Кумане у Адријанопољу. Вукан осваја градове уз Вардар. Године 1094. цар се састаје са Вуканом и обнавља уговор. Вукан је поново извршио препад на Македонију, када је почео Први крсташки рат. 1106. номинално је признао Алексија I. |
|       | Урош I    | 1112–1145               | Урош је био син Марков, братанац Вуканов. У уговору закљученом између Вукана и Алексија I 1094. године, Урош и Стефан Вукан су постали „јамци мира“, као таоци Византије. Урош је дошао на престо када је Вукан умро. Око 1130. године удаје своју ћерку Јелену за угарског краља Белу II. Бела II, пошто је био слеп, у потпуности се ослањао на Јелену која је деловала као савладар. Године 1137. бан босански постаје Ласло II, син Беле II и Јелене. |
|       | Прибислав | ~1145–1152, 1154–1162   | Био је вазал Византије. |
|       | Белош     | 1162                    | Био је вазал Византије. |
|       | Деса      | 1152–1154, 1162–1165    | Био је вазал Византије. |
|       | Тихомир   | 1165–1166               | Био је вазал Византије. |

### Династија Немањић(1166-1371)
|  | Краљ Срема (Краљ Срба)Стефан Владислав II | 1316–1325 | Драгутинов син. |

|  | Симеон Урош | Стриц Уроша Нејаког. Постављен је за гувернера у југозападним освојеним крајевима 1348. године и владао је до 1355. године, када се његов зет Нићифор II Орсини вратио и прикупио подршку. Нићифор је убијен 1359. године, а Симеон је наставио да влада до своје смрти 1371. године. Прогласио се за „Цара Срба и Грка“ 1356. године, али противно жељи племства уже Србије и Македоније. После неуспешне инвазије на Зету, одустао је од идеје да влада Србијом. |
|  | Јован Урош  | Син Симеона Уроша. Наследио је свог оца као титулар „Цар Срба и Грка“ и владао је подручјем Епира и Тесалије 1370–1373 пре него што је примио монашки постриг. 1384–1385 помагао је својој сестри царици Марији Ангелини Дукини Палеолог да управља Епиром (била је удовица Томе II Прељубовића, епирског деспота 1367–1384). |

## Пад средњовековне српске државе (1371–1459)

### Покрајине величине
| Слика                                                                | Владар                                                               | Период                                                               | Напомена |
| Поморавски округ/Господарство Србије/Српска деспотовина (Лазаревићи) | Поморавски округ/Господарство Србије/Српска деспотовина (Лазаревићи) | Поморавски округ/Господарство Србије/Српска деспотовина (Лазаревићи) | Поморавски округ/Господарство Србије/Српска деспотовина (Лазаревићи) |
| -------------------------------------------------------------------- | -------------------------------------------------------------------- | -------------------------------------------------------------------- | --- |
|                                                                      | Лазар Хребељановић                                                   | 1371–1389                                                            | После смрти Уроша V, последњег од царева Немањића, комбинацијом дипломатије, војне акције и породичних савеза, Лазар је из насталог вакуума власти изашао као најмоћнији српски племић који није био у служби Османлија. Династички легитимитет је стекао женидбом са Милицом Немањић, и упркос томе што је задржао само споредну титулу кнеза („кнез“), користио је и царско име „Стефан“ као и ознаку „самодржац“. Лазар је своје време трошио на јачање српске државе, знајући да ће се на крају морати суочити са османском претњом. Под својом влашћу ујединио је већи део Србије и успео да стекне лојалност већине Срба. Титулу „Краљ Срба“ је уступио и босанском краљу Твртку I (праунуку Стефана Драгутина). Његова прва већа војна акција била је у бици код Дубравнице где су његова два поданика Цреп и Владимир успели да одлучно поразе османску војску у јужној Србији. Није било никаквих даљих забележених непријатељстава све до битке на Плочнику, где је кнез Лазар успео да разбије османску силу и отера је назад у Ниш. Српске трупе су учествовале и у Билећкој бици где су Турци поново побеђени. Лазар је погинуо током Косовске битке 1389. заједно са већином српске политичке елите. |
|                                                                      | Стефан Лазаревић                                                     | 1389–1427                                                            | Син Лазарев. Србија је 1391. године постала османски вазал, па је Стефан био обавезан да помаже османском султану у биткама. Учинио је то у бици на Ровинама маја 1395. против влашког кнеза Мирче I и бици код Никопоља 1396. против угарског краља Жигмунда. Потом је султан Бајазит наградио Стефана земљом Вука Бранковића на Косову, пошто је Бранковић стао на страну угарског краља код Никопоља. Када је Тамерлан напао Османско царство, Стефан Лазаревић је учествовао у бици код Ангоре 1402. године када су Османлије поражене, а султан Бајазит заробљен. Вративши се у Србију, Стефан је посетио Цариград где му је византијски цар-савладар Јован VII Палеолог доделио титулу деспота. Ранијих година титула би значила да ће деспот владати неком вазалном државом, али како је Византијско царство било преслабо да успостави такву власт и Србија није била њена вазална држава, Стефан Лазаревић је ову титулу као личну титулу српских монарха. Тако је Кнежевина Србија постала Српска деспотовина. |
| Слика                                                                | Владар                                                               | Период                                                               | Напомена |
| Господарство Прилепа (Мрњавчевићи)                                   |                                                                      |                                                                      | |
|                                                                      | Вукашин Мрњавчевић                                                   | 1365–1371                                                            | Убијен у Маричкој бици. |
|                                                                      | Марко Мрњавчевић                                                     | 1371–1395                                                            | Син Вукашина. Убијен у бици на Ровинама. |
| Слика                                                                | Владар                                                               | Период                                                               | Напомена |
| Господарство породице Дејановић (Дејановићи)                         |                                                                      |                                                                      | |
|                                                                      | Јован Драгаш                                                         | 1366–1378                                                            | |
|                                                                      | Константин Драгаш Дејановић                                          | 1378–1395                                                            | Убијен у бици на Ровинама |
| Слика                                                                | Владар                                                               | Период                                                               | Напомена |
| Кнежевина Зета под породицом Балшић (Балшићи)                        |                                                                      |                                                                      | |
|                                                                      | Балша I                                                              | 1356–1362                                                            | |
|                                                                      | Ђурађ I                                                              | 1362–1378                                                            | |
|                                                                      | Балша II                                                             | 1378–1385                                                            | |
|                                                                      | Ђурађ II                                                             | 1385–1403                                                            | |
|                                                                      | Балша III                                                            | 1403–1421                                                            | |
| Слика                                                                | Владар                                                               | Период                                                               | Напомена |
| Кнежевина Зета под породицом Црнојевић (Црнојевићи)                  |                                                                      |                                                                      | |
|                                                                      | Радич                                                                | крај 14. века–1396                                                   | |
|                                                                      | Ђурађ III и Алекса                                                   | 1403–1435                                                            | Владали су вазали Венеције. |
|                                                                      | Гојчин                                                               | 1435–1451                                                            | Пресудио је под Ђурађом Бранковићем. |
|                                                                      | Стефан I                                                             | 1451–1465                                                            | Пресудио је под деспотатом 1451-1452, а затим под венецијанским правилом |
|                                                                      | Иван I                                                               | 1465–1490                                                            | |
|                                                                      | Ђурађ IV                                                             | 1490–1496                                                            | |
|                                                                      | Стефан II Црнојевић                                                  | 1496–1499                                                            | |
|                                                                      | Иван II                                                              | 1499–1515                                                            | |
|                                                                      | Ђурађ V                                                              | 1515–1516                                                            | |

### Српска деспотовина(1427-1459; титуларна 1471-1537)
| Слика | Владар            | Период                           | Напомена                                                                                         |
| --- | ----------------- | -------------------------------- | ------------------------------------------------------------------------------------------------ |
| | Ђурађ Бранковић   | 1427 – 26. децембар 1456.        | Унук Лазара I                                                                                    |
| | Лазар Бранковић   | децембар 1456 – 20. јануар 1458. | Син Ђурђа Бранковића                                                                             |
| | Стефан Бранковић  | 1458 – 8. април 1459.            | Син Ђурђа Бранковића. Регент својој нећаки.                                                      |
| | Стефан Томашевић  | 1. април 1459 – 20. јун 1459.    | Оженио се Јеленом Бранковић, најстаријом ћерком Лазара Бранковића и Јелене Палеологине.          |
| Српску деспотовину осваја Османско царство. Српско племство улази у службу Мађарске. Мађари дају првом међу њима назив деспота (титуларни деспот Србије). |                   |                                  |                                                                                                  |
| | Вук Бранковић     | 1471–1485                        | Унук Ђурђа Бранковића. 1471. године Мађари су основали зависну српску државу са центром у Срему. |
| | Ђорђе Бранковић   | 1486–1496                        | Син Стефана Бранковића, абдициран                                                                |
| | Јован Бранковић   | 1496–1502                        | Син Стефана Бранковића                                                                           |
| | Иваниш Бериславић | 1504–1514                        | Оженио удовицу Јована Бранковића.                                                                |
| | Стефан Бериславић | 1514–1521                        | Син Иваниша и Јелене. Смењен                                                                     |
| | Радич Божић       | 1527                             | Васал Јована Запоља.                                                                             |
| | Павле Бакић       | 1537                             | Вазал Фердинанда I. Последњи титуларни деспот Србије.                                            |
| | Стефан Штиљановић | 1537–1543                        | Вазал Фердинанда I. Последњи угледни српски племић у периоду османског освајања Србије.          |

### Друго српско царствоиСремско војводство(1526-1532)
| Слика | Владар          | Период               | Територија     | Напомена                                                            |
| ----- | --------------- | -------------------- | -------------- | ------------------------------------------------------------------- |
|       | Јован Ненад     | 1526 – 26. јул 1527. | Српско царство | Многи српски историчари сматрају да је оснивач савремене Војводине. |
|       | Радослав Челник | 1527 – 1532          | Срем           | Био је командант армије цара Јована Ненада.                         |

### Српски бановиЛугошке и карансебешке бановине
| Слика | Владар          | период                | Територија | Напомена |
| ----- | --------------- | --------------------- | ---------- | --- |
|       | Петар Петровић  | 1544–1549 и 1554-1557 | Банат      | Био српски племић у областима источне Угарске, Трансилваније и Баната. Управљао је Лугошком и карансебешком бановином. |
|       | Никола Цреповић | 1559                  | Банат      | Био је српски племић и бан Лугошке и карансебешке бановине.                                                            |
|       | Ђорђе Палотић   | 1588 и 1592-1594      | Банат      | Био српски племић и бан Лугошке и карансебешке бановине у времену Банатског устанка 1594. године.                      |

## Србија подхабзбуршком окупацијом
| Слика | Владар             | Период                                 | Територија                            | Напомена |
| ----- | ------------------ | -------------------------------------- | ------------------------------------- | --- |
|       | Јован Монастерлија | 1691–1706                              | Србија под хабзбуршком окупацијом     | „Поглавица српског народа“ под Леополдом I.                                                                                   |
|       | Карло VI           | 1718–1739                              | Хабзбурска монархија Краљевина Србија | Краљевина Србија је била крунска земља Хабзбуршке монархије.                                                                  |
|       | Стеван Шупљикац    | 1. мај 1848 – 15. децембар 1848.       | Српска Војводина                      | Српска Војводина је била краткотрајна самопроглашена српска аутономна покрајина током револуција 1848. у Аустријском царству. |
|       | Франц Јозеф        | 18. новембар 1849 – 27. децембар 1860. | Војводство Србија и Тамишки Банат     | Војводство Србија и Тамишки Банат је била крунска земља Аустријског царства.                                                  |

## Списак владара наконПрвог српског устанка
| Слика                                                                 | Име                     | Владавина                                | Напомене                                                       |
| --------------------------------------------------------------------- | ----------------------- | ---------------------------------------- | -------------------------------------------------------------- |
|                                                                       | Карађорђе Петровић      | 14. фебруар 1804. — 7. октобар 1813.     | Био је вођа Првог српског устанка.                             |
|                                                                       | Милош Обреновић         | 6. новембар 1817 — 25. јун 1839.         | Био је вођа Другог српског устанка.                            |
|                                                                       | Милан Обреновић         | 13. јун 1839. — 8. јул 1839.             | Преминуо је од непознате болести.                              |
|                                                                       | Михаило Обреновић       | 8. јул 1839 — 14. септембар 1842.        |                                                                |
|                                                                       | Александар Карађорђевић | 14. септембар 1842. — 23. децембар 1858. | Син Карађорђа Петровића.                                       |
|                                                                       | Милош Обреновић         | 23. децембар 1858 — 26. септембар 1860.  | 2. пут је постао кнез.                                         |
|                                                                       | Михаило Обреновић       | 26. септембар 1860 — 10. јун 1868.       | Извршен атентат на њега у Кошутњаку. Други пут је постао кнез. |
|                                                                       | Милан Обреновић         | 10. јун 1868. — 6. март 1889.            | Био је први краљ након средњег века.                           |
| намесници:Миливоје Петровић Блазнавац, Јован Ристић, Јован Гавриловић |                         |                                          |                                                                |
|                                                                       | Александар Обреновић    | 6. март 1889. — 29. мај 1903.            | Убијен у Мајском преврату.                                     |
|                                                                       | Петар I Карађорђевић    | 15. јун 1903 — 1. децембар 1918.         | Основао Краљевину Југославију 1. децембра 1918. године.        |

## Списак владараКраљевине Југославије
| Слика | Име        | Династија     | Владавина                            | Напомене                                                                              |
| ----- | ---------- | ------------- | ------------------------------------ | ------------------------------------------------------------------------------------- |
|       | Петар I    | Карађорђевићи | 15. јун 1903 — 16. август 1921.      | У последњим годинама владавине, уместо краља Петра као регент владао је Александар I. |
|       | Александар | Карађорђевићи | 16. август 1921. — 9. октобар 1934.  | Прогласио се за краља Југославије 1929, пре тога био краљ Срба, Хрвата и Словенаца    |
|       | Петар II   | Карађорђевићи | 9. октобар 1934 — 29. новембар 1945. | Кнез Павле владао као намесник 1934—1941, био краљ у егзилу од 17. априла 1941.       |

## Списак владара Црне Горе
- Петрислав, први познати владар Дукље (971—1000)[10]
- Јован Владимир, кнез Дукље (1000—1016)
- Драгомир, кнез Дукље (1016—1018)
- Стефан Војислав (Доброслав I), кнез Дукље (1019—1043/4)
- Неда, кнегиња Дукље (1043/4-1046)[11]
- Гојислав Војислављевић, кнез Дукље (1043/4-1046)[11]
- Михаило Војислављевић, кнез Дукље (1046—1077), краљ (1077—1081) — први српски краљ
- Константин Бодин, краљ Дукље (1081—1099) и цар Бугарске (1072—1073), син краља Михаила
- Михаило II Војислављевић (1099—1102)[12]
- Доброслав II, краљ Дукље (1099—1102)
- Кочапар, краљ Дукље (1102—1103)
- Владимир Војислављевић, краљ Дукље (1102/3—1113/4)
- Ђорђе Бодиновић, краљ Дукље (1113/4—1118) и (1125—1131)
- Грубеша, краљ Дукље (1118—1125)
- Градихна, краљ Дукље (1131—1142/3)
  - Радослав Градишнић, кнез Дукље (1142/3—1163)
  - Михаило III Војислављевић, кнез Дукље (1163—1186)
    - Десислава, књегиња Дукље (1186—1189)
- Дукља у Србији (1186—1360)
  - Вукан Немањић, краљ Дукље (1186—1208)
  - Ђорђе Немањић, краљ Дукље (1208—1248) син краља Вукана
  - Стефан Вукановић Немањић, краљ Дукље (1248—1252) син краља Вукана
- Балша I, господар Зете (1356—1362)
- Страцимир Балшић, господар Зете (1362—1372)
- Ђурађ I Балшић, господар Зете (1362—1378/9)
- Балша II Балшић, господар Зете (1378/9—1385)
- Ђурађ II Балшић, господар Зете (1385—1403)
- Балша III Балшић, господар Зете (1403—1421)
- Стефан I Црнојевић, владар Зете (1451—1465)
- Иван Црнојевић, владар Зете (1465—1490)
- Ђурађ Црнојевић, владар Зете (1490—1496)
- Стефан II Црнојевић, владар Зете (1496—1499)
- Зета под Османским царством (1499—1697)
  - Скендербег Станко Бушатлија, санџак бег у Зети (1513/4—1530)
- Данило I Петровић Његош, владика Црне Горе (1697—1735)
- Сава Петровић Његош, владика Црне Горе (1735—1781)
- Шћепан Мали, владар Црне Горе (1767—1773)
- Петар I Петровић Његош, владар Црне Горе (1782—1830)
- Петар II Петровић Његош, владар Црне Горе (1830—1851)
- Данило Петровић, владар Црне Горе (1851—1852), кнез (1852—1860)
- Никола I Петровић, кнез Црне Горе (1860—1910), краљ (1910—1918)

## Списак владараБосне
- Стефан, кнез Босне (1083—1101)
- Борић, бан Босне (1154—1163/4)
- Кулин, бан Босне (1180—1204)
- Матеј Нинослав, бан Босне (1232—1250)
- Пријезда I Котроманић, бан Босне (1250—1287)
- Пријезда II, бан Босне (1287—1290)
- Стефан I Котроманић, бан Босне (1290—1313/4.)
- Стефан II Котроманић, бан Босне (1322—1353)
- Стефан Твртко I Котроманић, бан Босне (1353—1377), краљ (1377—1391)
- Стефан Дабиша, краљ Босне (1391—1395)
- Јелена Груба, краљица Босне (1395—1398)
- Остоја Котроманић, краљ Босне (1398—1404)
- Стефан Твртко II Котроманић, краљ Босне (1404—1409)
- Остоја Котроманић, краљ Босне (1409—1418)
- Стефан Остојић, краљ Босне (1418—1421)
- Стефан Твртко II Котроманић, краљ Босне (1421—1443)
- Стефан Томаш, краљ Босне (1443—1461)
- Стефан Томашевић, краљ Босне (1461—1463)
- Босна под Османским царством (1463—1878)
- Матија Шабанчић (1465—1471)
- Матија Војсалић (1471—1476)
- Никола Илочки (1471—1477)
- Босна и Херцеговина под Аустроугарском (1878—1918)
- Босна и Херцеговина у Краљевини Југославији (1918—1941)
- Босна и Херцеговина у НДХ (1941—1945)
- Босанскохерцеговачки владари од 1945. године

## Списак владараТравуније
- Белоје, жупан (пре око 842. до око 847.)[13]
- Крајина, кнез (око 847. — друга половина 9. века)[13]
- Хвалимир, кнез (друга половина 9. века — почетак 10. века)[14]
- Чучимир, кнез (почетак 10. века — 931.)[13][14]
- Драгомир, кнез (пре 1000—1018)[15]
- Травунија уједињена у Хум (Захумље) (1081. године)
- Травунија у Немањићкој Србији (од 1149[13] — до 1326.[16] године)
- Травунија у Босни (од 1326. године — до 1448. године)
- Травунија у Херцеговини (од 1448. године)

## Списак владараХерцеговине
- Михајло Вишевић, кнез (око 910—931)[17]
- Љутовид, стратег Рашке, Босне, Травуније и Захумља (1039—1054)[18]
- Хум у Србији (1149—1326)
  - Мирослав Завидовић, велики кнез Хумски (1190—1199)
  - Растко Немањић, жупан Хумски (1191)
- Хум у Босни (1326—1392)
- Сандаљ Хранић Косача, велики војвода босански (1392—1435)
- Стефан Вукчић Косача, херцег (1435—1466)
- Владислав Херцеговић, херцег (1466—1482), син Стефана Вукчића
- Влатко Херцеговић, херцег (1466—1482), син Стефана Вукчића
- Херцеговина под Османским царством (1482—1878)
- Босна и Херцеговина (од 1878. године)